# کمیته هلسینکی ارمنستان
کمیته هلسینکی ارمنستان (اختصاری HCA)(به ارمنی:Հայաստանի Հելսինկյան կոմիտե) شعبه ارمنستانی کمیته هلسینکی برای حقوق بشر است. این کمیته در ایروان مستقر است.

## تاریخچه و اهداف
کمیته هلسینکی ارمنستان در سال ۱۹۹۵ به عنوان یک بنیاد نظارتی برای نظارت و حفاظت از حقوق بشر در ارمنستان تأسیس شد. این کمیته همچنین مسئول حمایت از درخواست ارمنستان برای پیوستن به شورای اروپا بود. کمیته هلسینکی ارمنستان از حقوق اقلیت‌ها و مذهبی‌ها دفاع کرده و با تبعیض مبارزه می‌کند. این کمیته همچنین از حقوق کودکان، تضمین آزادی انجمن و آزادی بیان، ارائه خدمات بهداشتی به شهروندان آسیب‌پذیر اجتماعی، حفاظت از منابع طبیعی و مناطق جنگلی و اجرای اصلاحات آموزشی در ارمنستان حمایت می‌کند. این سازمان اغلب کنفرانس‌ها، سمینارها، راهپیمایی‌ها و بحث‌های عمومی را در سرتاسر ارمنستان برگزار می‌کند. آوتیک ایشخانیان رئیس کمیته هلسینکی ارمنستان است.
در سال ۲۰۱۳، کمیته هلسینکی ارمنستان با تصمیم دولت ارمنستان برای پیوستن به اتحادیه اقتصادی اوراسیا مخالف بود. کمیته هلسینکی ارمنستان معتقد بود که پیوستن به این اتحادیه می‌تواند آزادی‌های مدنی و آزادی مطبوعات را به شدت محدود کند و روسیه ارمنستان را تحت فشار قرار خواهد داد تا قوانین سرکوبگرانه تصویب کند و فعالیت‌های سازمان‌های غیردولتی را محدود سازد. آوتیک ایشخانیان اعلام کرد: «اگر دولت ارمنستان قصد تغییر در حمایت از حقوق بشر به نفع مردم را داشت، هرگز تصمیم به پیوستن به اتحادیه اقتصادی اوراسیا نمی‌گرفت، جایی که احترام به حقوق بشر به‌طور ساختاری غایب است.»
در جریان بحران گروگان‌گیری ایروان ۲۰۱۶، کمیته هلسینکی ارمنستان از پلیس جمهوری ارمنستان خواست تا حقوق شهروندان برای اعتراض مسالمت‌آمیز را محترم بشمارد.
در سال ۲۰۱۷، کمیته هلسینکی ارمنستان توسط کمیسیون مرکزی انتخابات ارمنستان برای انجام وظایف نظارتی و پایش در ایستگاه‌های رأی‌گیری در طول انتخابات اعتبارسنجی شد.
کمیته هلسینکی ارمنستان اصلاحات دموکراتیکی را که پس از انقلاب ارمنستان ۲۰۱۸ انجام شد، ستایش کرد. آن‌ها خاطرنشان کردند که آزادی بیان و رسانه‌ها به‌طور قابل توجهی بهبود یافته است.
در ژوئیه ۲۰۱۸، کمیته هلسینکی ارمنستان پروژه‌ای نظارتی در مورد سخنان نفرت‌انگیز در رسانه‌های جمعی در ارمنستان اجرا کرد. گزارش اشاره می‌کرد که «حوادث نفرت‌انگیز و سخنان خطرناک عمدتاً تحت تأثیر دیدگاه‌های مذهبی افراد هدف قرار گرفته، گرایش جنسی و هویت جنسیتی آنها بوده است.» کمیته هلسینکی ارمنستان پیشنهاد کرد که رسانه‌ها از هر گونه تبعیض خودداری کنند و از مجلس ملی ارمنستان خواست تا تمامی انواع سخنان نفرت‌انگیز را مطابق با استانداردهای شورای اروپا ممنوع کند.
در فوریه ۲۰۲۰، کمیته هلسینکی ارمنستان و مدافع حقوق بشر ارمنستان پرونده‌ای را به دادگاه حقوق بشر اروپا ارائه دادند که به حفاظت از حقوق نظامیان و دسترسی به خدمات بهداشتی برای افراد محروم از آزادی پرداخته است.
در طول دنیاگیری کووید-۱۹ در ارمنستان، کمیته هلسینکی ارمنستان از دولت ارمنستان خواست تا به آزادی تجمع مردم احترام بگذارد.

### گزارش‌ها
کمیته هلسینکی ارمنستان گزارش‌های سالانه‌ای در مورد وضعیت حقوق بشر در کشور منتشر می‌کند. گزارش «حقوق بشر در ارمنستان در سال ۲۰۲۲» وضعیت امور پس از جنگ دوم قره‌باغ و بحران سیاسی ناشی از آن را بررسی کرد. گزارش همچنین مشکلات ساکنان قره‌باغ را در طول محاصره قره‌باغ بررسی کرد. این گزارش همچنین فعالیت‌های چندین حزب‌های سیاسی در ارمنستان را بررسی نمود.

## شراکت‌ها
از سال ۲۰۰۵، کمیته هلسینکی ارمنستان شراکت‌هایی با اتحادیه اروپا، مجمع شهروندان هلسینکی-وانادزور، وقف ملی برای دموکراسی، سازمان امنیت و همکاری اروپا، بنیادهای جامعه باز و سفارت ایالات متحده در ارمنستان برقرار کرده است. کمیته هلسینکی ارمنستان همچنین با سایر کمیته‌های هلسینکی در سراسر اروپا همکاری می‌کند.